# Adetus inca
Adetus inca là một loài bọ cánh cứng trong họ Cerambycidae.